# خوسيه كارلوس أدان
خوسيه كارلوس أدان (بالإسبانية: José Carlos Adán)‏ هو منافس ألعاب قوى إسباني، ولد في 22 يوليو 1967 في فيغو في إسبانيا.

## وصلات خارجية
- خوسيه كارلوس أدان على موقع الاتحاد الدولي لألعاب القوى (الإنجليزية)
- خوسيه كارلوس أدان على موقع أوليمبيديا (الإنجليزية)